# Vaillant
 Vaillant  es una población y comuna francesa, en la región de Champaña-Ardenas, departamento de Alto Marne, en el distrito de Langres y el cantón de Prauthoy.

## Demografía
| 114 | 92 | 91 | 69 | 60 | 59 |
| Para los censos de 1962 a 1999 la población legal corresponde a la población sin duplicidades (Fuente: INSEE [Consultar]) |    |    |    |    |    |